# Ed Begley
Edward James "Ed" Begley, född 25 mars 1901 i Hartford, Connecticut, död 28 april 1970 i Hollywood, Los Angeles, Kalifornien, var en amerikansk skådespelare. Hans första filmroll var Bumerang (1947). Han medverkade i bland annat Mörk stad (1950), Terror (1952), Polis i skottlinjen (1966) och Häng dom högt (1968). Han är far till skådespelaren Ed Begley Jr.

## Filmografi i urval
- 1947 – Bumerang
- 1948 – Alla tiders dadda
- 1948 – Gatan utan namn
- 1949 – Tulsa
- 1950 – Mörk stad
- 1952 – Rymmare i sadeln
- 1952 – Revolt i Texas
- 1952 – Farlig mark
- 1952 – Terror
- 1959 – Mot alla odds
- 1961 – Dödsloppet
- 1962 – Ungdoms ljuva fågel
- 1964 – Colorados vilda dotter
- 1966 – Polis i skottlinjen
- 1967 – Miljondollarhjärnan
- 1968 – Duellen i Firecreek
- 1968 – Häng dom högt
- 1970 – På vägen till Salina